# Power Couple (Índia)
Power Couple é um reality show indiano que foi ao ar na Sony TV, o reality estreou em 12 de dezembro de 2015. A série é produzida pela Colosceum India of Lalit Sharma. O reality indiano é uma adaptação da versão Israelense também chamada Power Couple.
A série conta com 10 casais populares que são celebridades de todo campos, que irão competir entre si em diversos desafios. Eles serão testados em um telhado, se esses casais confiam uns aos outros ou não. A série é apresentado por Arbaaz Khan, com participações de Malaika Arora Khan Os vencedores da primeira temporada de Power Couple Índia foram Naved e Sayeeda. Shahwar Ali e Marcella foram os vice-campeões.

## Elenco
- Naved Jaffrey e Sayeeda (vencedores)
- Shawar Ali e Marcela Ayesha (finalistas)
- Dina e Vindu Dara Singh (eliminados)
- Sanjeeda Sheikh e Aamir Ali (eliminados)
- Ria e Salil Ankola (eliminados)
- Vishal Sharma e Krittika Chauhan (eliminados)
- Mahek Chahal e Ashmit Patel (eliminados)
- Shilpa Saklani e Apurva Agnihotri (eliminados)
- Delnaaz Irani e Percy Kakaria (eliminados)
- Jesse Randhawa e Sandip Soparrkar (eliminados)
- Rahul Raj Singh e Pratyusha Banerjee (eliminados)
- Mugdha Godse e Rahul Dev (saíram)